# Rio do Cedro
O rio do Cedro é um curso de água do estado de Minas Gerais, Brasil, que pertence à bacia do rio São Francisco.